# NGC 6137B
NGC 6137B је лентикуларна галаксија у сазвежђу Северна круна која се налази на NGC листи објеката дубоког неба.
Деклинација објекта је + 37° 56' 57" а ректасцензија 16h 22m 59,6s. Привидна величина (магнитуда) објекта NGC 6137 износи 14,7 а фотографска магнитуда 15,6. NGC 6137B је још познат и под ознакама MCG 6-36-38, CGCG 196-52, PGC 57964.